# La Vache
La Vache – jaskinia znajdująca się w południowo-zachodniej Francji, w departamencie Ariège, u podnóża Pirenejów, niedaleko granicy z Hiszpanią. Stanowisko archeologiczne zawierające ślady osadnictwa ludzkiego z okresu końcowego plejstocenu. Od 1952 roku posiada status monument historique, w kategorii classé (zabytek o znaczeniu krajowym).
Pierwsze prace archeologiczne w jaskini przeprowadził w 1866 roku Félix Garrigou, odkrywając wówczas w warstwie związanej z kulturą magdaleńską pierwsze zabytki kamienne i kościane. Po raz drugi wnętrze jaskini zostało przebadane w latach 1941-1962 przez Romaina Roberta, który odkrył ponad 200 tysięcy dalszych artefaktów magdaleńskich. W 1979 roku jaskinia została udostępniona turystom.
Jaskinia była zasiedlona przez ludzi w okresie między 15 a 12 tysięcy lat temu. W trakcie prac wykopaliskowych odkryto ślady ognisk, jak również olbrzymią ilość kości zwierzęcych, narzędzi kamiennych, wyrobów kościanych (harpunów, igieł), zawieszek z kości i muszelek, a także wytwory sztuki w postaci kości zwierzęcych pokrytych rytami.
Wewnątrz jaskini przez cały rok utrzymuje się stała temperatura na poziomie 13 °C. Główna komnata jaskini nosi nazwę Salle Monique na cześć córki Roberta, jej wnętrze natomiast jest częściowo oświetlane światłem wpadającym z zewnątrz.

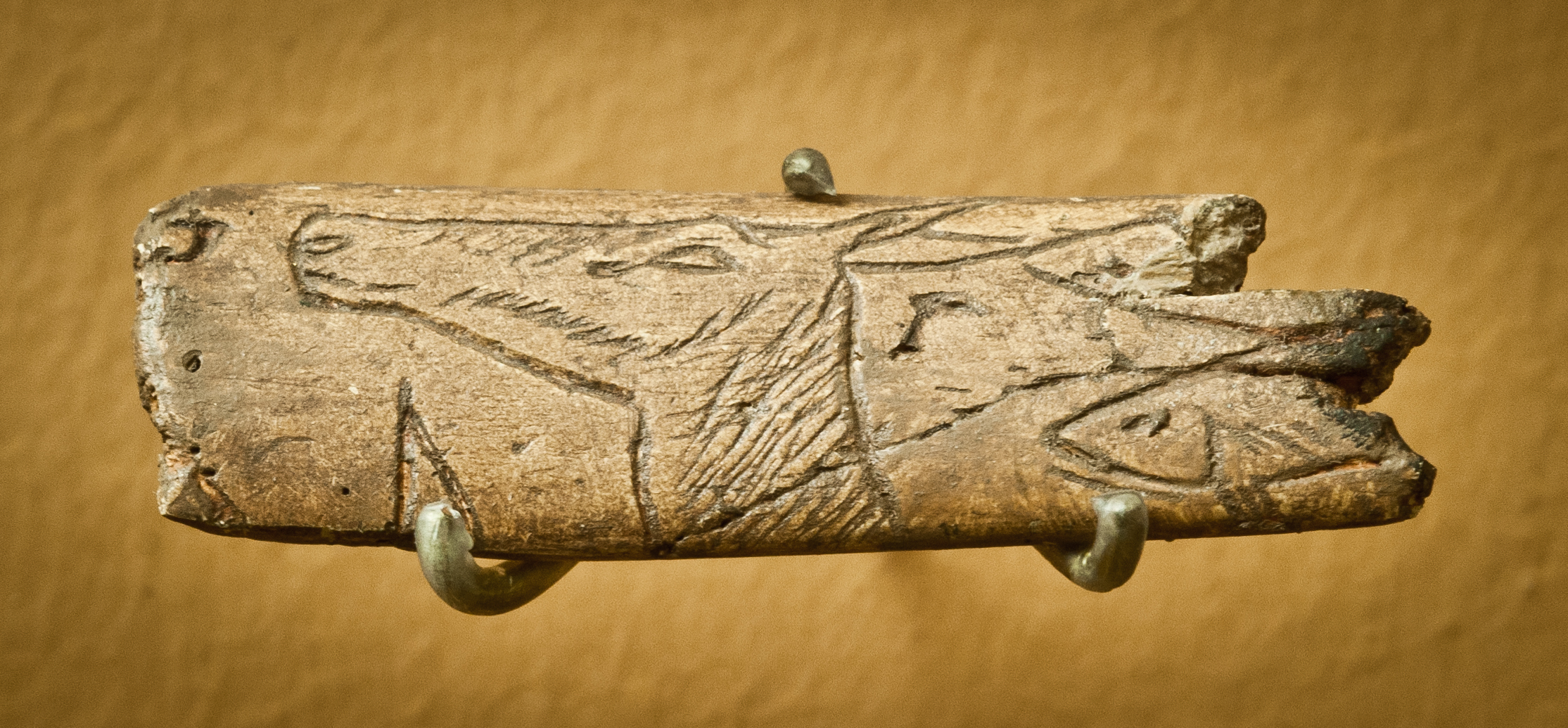
Kość z rytem przedstawiającym jelenia
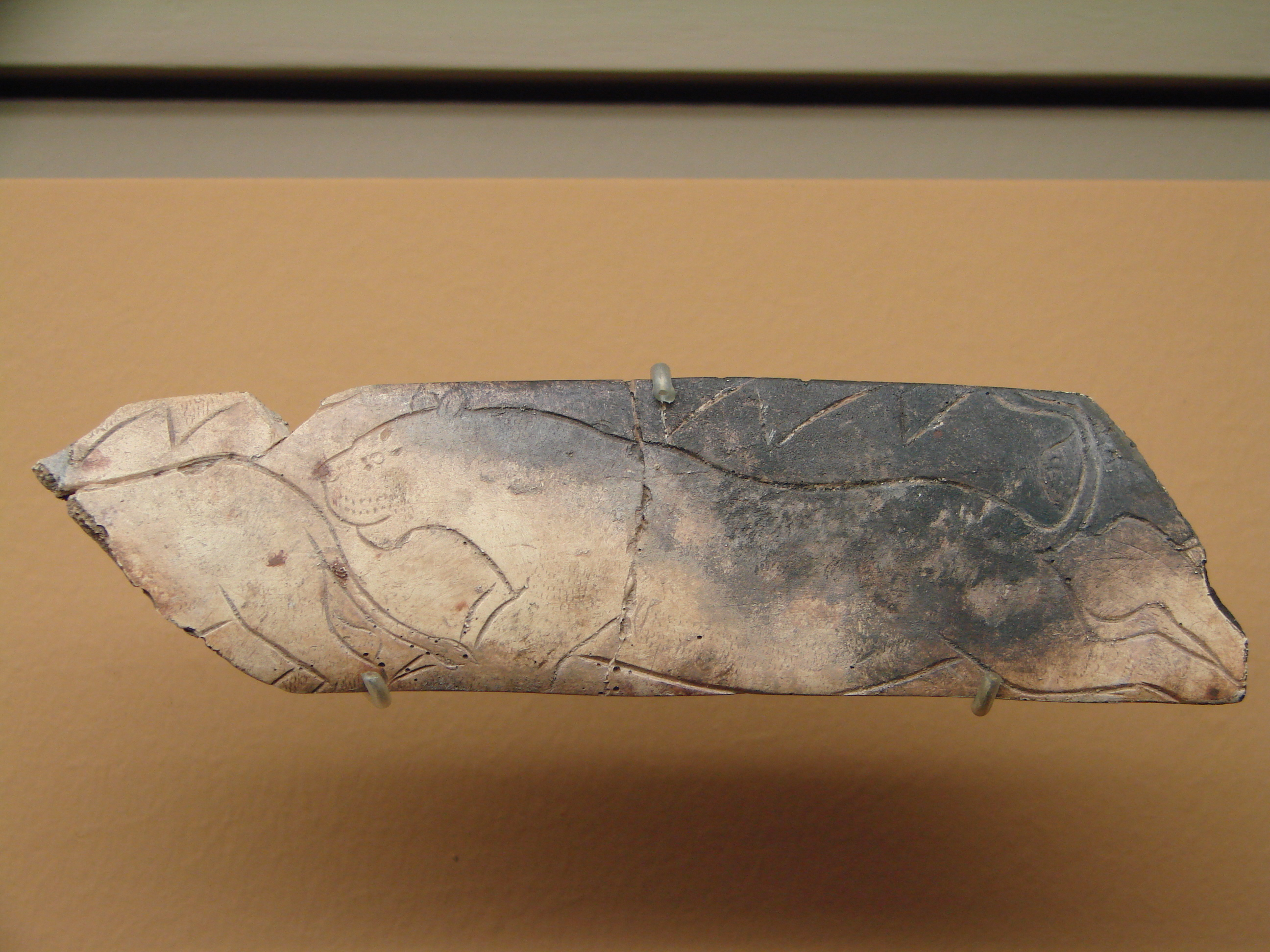
Kość z rytem przedstawiającym lwa